# 錦城高等学校 (私立)
錦城高等学校（きんじょうこうとうがっこう）は、東京都小平市大沼町に所在する私立高等学校。
東京都千代田区にある錦城学園高等学校は同じ学校法人が運営する姉妹校である。兵庫県明石市にある兵庫県立錦城高等学校とは無関係である。

## 概観
1963年、錦城商業高等学校（現・錦城学園高等学校）に併設されていた錦城高等学校普通科が神田錦町から当地に移転、開校。開校当初は男子校であったが、1997年より男女共学化。

## 沿革
- 1963年 - 神田錦町にあった錦城高等学校普通科が移転し、開校
- 1969年 - 附属中学校設置、中学第1期生入学
- 1972年 - 中学生募集停止
- 1974年 - 附属中学校廃止
- 1986年 - 体育館（現・第1体育館）・武道館完成
- 1997年 - 男女共学化。新校舎（現・2号棟）落成
- 2011年 - 新校舎（1号棟）及び第2体育館落成
- 2013年 - 創立50周年

## 基礎データ

### 校訓
知性・進取・誠意 

### 制服
男女共にグレーを基調とするブレザースタイルである。女子が着用するブレザーにはストライプが入っている。Yシャツは白・水色・黄色など３種類、夏用スカートやポロシャツ、女子用スラックスがあり、式典時以外には自由に組み合わせられる。

### 設置コース
- 進学コース…2年次より社会選択・理科選択に分かれる。
- 特進コース…2年次は文理融合でのクラス編成、3年次より文系・理系に分かれる。

### 交通
- 西武新宿線小平駅より徒歩15分
- 西武バス武21・武21-1  「錦城高校前」下車

## 年間行事
- 4月
  - 入学式
  - 新入生歓迎会
  - 集団宿泊研修（山梨県南都留郡鳴沢村）- 1年
- 5月
  - 校外学習 - 2年
  - 観劇 - 3年
  - 1学期中間考査
  - 球技大会（春季）
- 6月
  - 開校記念日
- 7月
  - 1学期期末考査
  - オーストラリア語学研修（希望者）
  - 夏期講習
- 8月
  - 夏期講習
- 9月
  - 錦城祭（文化祭）
- 10月
  - 2学期中間考査
  - 球技大会（秋季）
- 11月
  - 視聴覚教室 - 1・2年
- 12月
  - 2学期期末考査
  - 冬期講習
  - アメリカ語学研修（希望者）
- 1月
  - 推薦入学試験
  - 3年生特別講習
  - 修学旅行（山形県山形市蔵王温泉スキー場）- 2年
- 2月
  - 合唱祭（ルネこだいらで開催）- 1・2年
  - 一般入学試験
- 3月
  - 学年末考査
  - 卒業を祝う会
  - 卒業式
  - 進学懇談会
  - イングリッシュ・スプリングセミナー（希望者）
  - 修了式
  - 春期講習

## 生徒会活動・部活動

### 運動部
- 野球部 - 第97回(2015年度)西東京大会ベスト16
- 陸上競技部 - 2014年度インターハイ、2023年度インターハイ出場、2024年度インターハイ 7位入賞（いずれも女子5000m競歩）
- 剣道部
- 弓道部
- 体操部
- 空手道部
- 卓球部
- 柔道部
- 硬式テニス部
- ソフトテニス部
- ハンドボール部
- 男子バスケット部
- 女子バスケット部
- バドミントン部 - 個人：2010年度インターハイ出場（男子シングルス）／団体：男女共に2021年時点で12年連続（2020年は中止）総体東京都予選ベスト8以上（最高成績は男女共に準優勝）
- ワンダーフォーゲル部
- 男子バレーボール部 - OB山村宏太
- 女子バレーボール部
- サッカー部
- 女子ソフトボール部
- ダンス部 - 冬の日本高校ダンス部選手権全国大会において、2015年東日本大会3位受賞。
- フットサル部
- スキー同好会
- 合気道同好会

### 文化部
- 英語研究部
- 写真部
- 吹奏楽部
- 美術部
- 生物部
- 鉄道研究部
- 映画研究部 - 第50回NHK杯全国高校放送コンテスト創作テレビドラマ部門優勝、文部科学大臣賞、日本放送作家連盟賞
- 放送部 - 第52回NHK杯全国高校放送コンテスト創作ラジオドラマ部門準優勝
- 軽音楽部 - OB松本孝弘創設
- 文芸部
- 将棋部
- 室内楽部
- ギター同好会
- 茶道同好会
- クッキング同好会
- 邦楽同好会
- 合唱同好会
- 競技かるた同好会
- 書道同好会

## 著名な出身者

### 芸能
- 安藤一夫 - 俳優
- 所ジョージ - タレント
- 吉沢悠 - 俳優
- 宏実 - シンガーソングライター
- 松本孝弘 - 音楽家、B'zのギタリスト
- 服部潤 - ナレーター、声優、ラジオパーソナリティ
- 大鶴肥満（ママタルト）- 芸人

### スポーツ
- 山村宏太 - バレーボール選手、全日本男子バレーボールチーム主将
- 鈴木喜丈 - サッカー選手、ファジアーノ岡山所属

### その他
- 上田初美 - 女流棋士
- 黄皓 - 実業家/4代目バチェラー